# Cyrtogaster sanctaclarae
Cyrtogaster sanctaclarae är en stekelart som beskrevs av De Santis 1964. Cyrtogaster sanctaclarae ingår i släktet Cyrtogaster och familjen puppglanssteklar. Inga underarter finns listade i Catalogue of Life.